# Distretto di Nong Mamong
Il distretto di Nong Mamong (in thailandese: หนองมะโมง) è un distretto (amphoe) della Thailandia, situato nella provincia di Chainat.